# Escut de Maials
L'escut oficial de Maials té el següent blasonament:
Escut caironat: de sinople, una mà d'or. Per timbre, una corona de baró.

## Història
Va ser aprovat el 8 de febrer de 1994 i publicat en el DOGC el 21 de febrer del mateix any amb el número 1863.
La mà és un senyal parlant tradicional referent al nom de la població. La vila fou el centre de la baronia de Maials des del 1754, fet simbolitzat per la corona de damunt l'escut.